# المدينة (الشرية)

تعديل مصدري - تعديل

المدينة هي إحدى قرى عزلة آل غنيم بمديرية الشرية التابعة لمحافظة البيضاء، بلغ تعداد سكانها 97 نسمة حسب تعداد اليمن لعام 2004.